# Бат II
Бат II (на старогръцки: Βάττος ὁ Εὐδαίμων, на латински: Battos II Eudaimon) от династията Батиади, е цар на Кирена през 583 пр.н.е. – 560 пр.н.е.

## Биография
Той е син и наследник на цар Аркесилай I.
Бат има допълнителното име Щастливия и през 580 пр.н.е., подпомогнат от оракула от Делфи, извиква гърците да се заселят в Кирена. Пристигат особено заселници от Пелопонес. Така той има конфликт с Либия и Египет. През 570 пр.н.е. той побеждава Египет в битка. Това води до свалянето от трона на египетския фараон Априй от Амасис II, което помага на Кирена да се издигне.
На трона е последван от синът му Аркесилай II.